# تران آن هونگ
تران آن هونگ (فرانسوی: Tran Anh Hung‎؛ زادهٔ ۲۳ دسامبر ۱۹۶۲) یک کارگردان، و فیلم‌نامه‌نویس ویتنامی‌تبار اهل فرانسه است. از فیلم‌های او می‌توان به سایکلو اشاره کرد که برنده شیر طلایی جشنواره فیلم ونیز شده‌است.

## فیلم‌شناسی
- بوی خوش پاپایای سبز (۱۹۹۳)
- سایکلو (۱۹۹۵)
- شعاع عمودی آفتاب (۲۰۰۰)
- من با باران می‌آیم (۲۰۰۹)
- جنگل نروژی (۲۰۱۰)
- ابدیت (۲۰۱۶)
- اشتیاق دودن بوفان (۲۰۲۳)